# Мухаммаджонов, Абдулахад Рахимжонович
Абдулахад Рахимжонович Мухаммаджонов (узб. Abdulahad Raqimjonovich Muhammadjonov; 26 декабря 1931, по другим данным — 1928, Ташкент, Узбекская ССР, СССР — 5 апреля 2016, Ташкент, Узбекистан) — советский и узбекский учёный, академик Национальной академии наук Узбекистана.

## Биография
В 1951 г. окончил Среднеазиатский государственный университет, обучался в аспирантуре Института востоковедения имени Абу Райхана Беруни (впоследствии — Институт востоковедения имени Абу Райхана Беруни). В 1955 г. защитил кандидатскую диссертацию, в 1977 г. — докторскую. В 1989 г. был избран действительным членом Академии наук Узбекской ССР.
- 1956—1970 гг. — старший научный сотрудник Института истории Академии наук Узбекской ССР,
- 1970—1980 гг. — заведующий сектором Института истории Академии наук Узбекской ССР,
- 1980—1983 гг. — заведующий сектором Института археологии Академии наук Узбекской ССР,
- 1996—1998 гг. — директор Института истории Академии наук Узбекистана,
- 1996—1998 гг. — вице-президент Академии наук Узбекистана.

В 1998—2003 гг. являлся старшим научным сотрудником Института востоковедения Академии наук Узбекистана. С 1998 г. читал лекции в качестве профеесора в Национальном университете Узбекистана.